# Helminthoglypta nickliniana
Helminthoglypta nickliniana är en snäckart som först beskrevs av I. Lea 1838.  Helminthoglypta nickliniana ingår i släktet Helminthoglypta och familjen Helminthoglyptidae. Inga underarter finns listade i Catalogue of Life.

## Bildgalleri

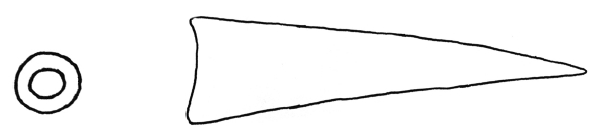